# Seulgi (ca sĩ)
Đây là một tên người Triều Tiên, họ là Kang.
Kang Seul-gi (Hangul: 강슬기; Hanja: 康澀琪, Hán-Việt: Khương Sáp Kỳ; sinh ngày 10 tháng 2 năm 1994), thường được biết đến với nghệ danh Seulgi, là một nữ ca sĩ kiêm vũ công người Hàn Quốc. Cô được biết đến là thành viên của nhóm nhạc nữ Red Velvet do công ty SM Entertainment thành lập và quản lý, và là thành viên của Red Velvet – Irene & Seulgi và Got the Beat.

## Tiểu sử
Seulgi sinh vào ngày 10 tháng 2 năm 1994 tại thành phố Ansan, tỉnh Gyeonggi, Hàn Quốc. Cô từng theo học tại trường cấp 2 Ansan Byeolmang và trường trung học Biểu diễn Nghệ thuật Seoul. Ngoài tiếng Hàn là ngôn ngữ mẹ đẻ, cô cũng có thể giao tiếp "tốt" bằng tiếng Anh và tiếng Nhật.

## Sự nghiệp

### Trước khi ra mắt và SM Rookies
Ngày 2 tháng 12 năm 2013, cô được giới thiệu với công chúng với tư cách là thành viên nhóm thực tập sinh SM Rookies của công ty, cùng với Jeno và Taeyong hiện tại là thành viên của nhóm nhạc NCT.
Vào tháng 7 năm 2014, cô kết hợp với Henry Lau trong bài hát "Butterfly" trích từ mini album thứ 2 của anh mang tên Fantastic. Cô cũng xuất hiện trong MV của Single này.

### 2014–nay: Red Velvet và hoạt động cá nhân
Seulgi chính thức ra mắt với tư cách là thành viên của nhóm nhạc nữ Red Velvet vào ngày 1 tháng 8 năm 2014 với digital single "Happiness".
Năm 2015 cô đảm nhận vai Dorothy trong vở nhạc kịch hologram School OZ do SM Entertainment sản xuất, bên cạnh các nghệ sĩ cùng công ty khác bao gồm: Changmin, Key, Luna, Xiumin và Suho.
Tháng 7 năm 2016, Seulgi và thành viên cùng nhóm Wendy phát hành bài hát nhạc phim "Don't Push Me Away" của bộ phim truyền hình Uncontrollably Fond.
Vào tháng 10 năm 2016, cô xuất hiện trên chương trình King of Mask Singer "Cinema Heaven".
Tháng 11 năm 2016, Seulgi phát hành bài hát "You, Just Like That" cho trò chơi điện tử trực tuyến Blade & Soul.
Tháng 12 năm 2016, cô góp mặt trong bài hát "Sound of your Heart" thuộc dự án âm nhạc Station bên cạnh một số nghệ sĩ khác của SM Entertainment.
Tháng 1 năm 2017, Seulgi và Wendy phát hành bài hát nhạc phim "I Can Only See You" cho bộ phim truyền hình Hwarang. Cô đã song ca cùng với Yesung (Super Junior) trong ca khúc "Darling U" cho dự án SM Station vào ngày 22 tháng 1 cùng năm.
Tháng 3 năm 2017, Seulgi nhận lời tham gia chương trình đào tạo nhóm nhạc nữ Girl Next Door của đài KBS, Idol Drama Operation Team cùng với Jeon Somi, Moonbyul (Mamamoo), Soojung (Lovelyz), YooA (Oh My Girl), Kim Sohee (CIVA) và D.ana (Sonamoo). Chương trình đã lên sóng vào tháng 5 năm 2017.
Tháng 10 năm 2022, Seulgi ra mắt với tư cách nghệ sĩ solo với việc phát hành EP đầu tiên mang tên 28 Reasons. Ca khúc chủ đề cùng tên vẽ nên một phiên bản Seulgi lạnh lùng, mạnh mẽ và không kém phần táo bạo. Ca khúc thuộc thể loại Pop Dance với những âm thanh trầm bổng cuốn hút xen kẽ đến từ tiếng bass nặng cùng tiếng huýt sáo bắt tai. Theo Seulgi chia sẻ, "28 Reasons" là nơi cái thiện và cái ác tồn tại song song. Trong đó, lời bài hát miêu tả sức hút kỳ lạ, khó cưỡng của một cô gái, đó cũng là thứ giúp cô hoàn toàn kiểm soát người mình yêu.

## Danh sách đĩa nhạc

### EP
- 28 Reasons (2022)
- Accidentally on Purpose (2025)

### Đĩa đơn
| Tựa đề                                                                                      | Năm     | Vị trí xếp hạng cao nhất | Doanh số       | Album                         |
| Tựa đề                                                                                      | Năm     | KOR                      | Doanh số       | Album                         |
| Hợp tác                                                                                     | Hợp tác | Hợp tác                  | Hợp tác        | Hợp tác                       |
| ------------------------------------------------------------------------------------------- | ------- | ------------------------ | -------------- | ----------------------------- |
| "Sound of Your Heart" (với Wendy / Sunny / Luna / Yesung / Taeil / Doyoung)                 | 2016    | —                        | —              | SM Station                    |
| "Darling U" (với Yesung)                                                                    | 2017    | —                        | —              | SM Station                    |
| "Our Story" (với Chiyeol)                                                                   | 2017    | 28                       | - HQ: 56,079+  | Fall in, girl Vol. 3          |
| "Doll" (với Kangta và Wendy)                                                                | 2017    | —                        | —              | SM Station                    |
| Nhạc phim                                                                                   |         |                          |                |                               |
| "Don't Push Me" (với Wendy)                                                                 | 2016    | 25                       | - HQ: 182,984+ | Uncontrollably Fond OST       |
| "I Can Only See You" (với Wendy)                                                            | 2017    | 80                       | - HQ: 24,912+  | Hwarang OST                   |
| "Deep Blue Eyes" (với tư cách Girls Next Door)                                              | 2017    | —                        | - HQ: 16,514+  | Idol Drama Operation Team OST |
| "You, Just Like That"                                                                       | 2017    | —                        | —              | Blade & Soul OST              |
| Kết hợp                                                                                     |         |                          |                |                               |
| "Butterfly" (Henry Lau feat. Seulgi)                                                        | 2014    | —                        | - KOR: 14,070+ | Fantastic                     |
| "Drop" (Mark Lee feat. Seulgi)                                                              | 2017    | 93                       | - HQ: 46,443+  | High School Rapper FINAL      |
| "Heart Stop" (Tae-min feat. Seulgi)                                                         | 2017    | —                        | —              | Move                          |
| "Best friend"· (Wendy with. Seulgi)                                                         | 2021    | -                        |                | Like Water                    |
| "—" cho biết bài hát không lọt vào bảng xếp hạng hoặc không được phát hành tại khu vực này. |         |                          |                |                               |

## Danh sách phim

### Phim điện ảnh
| Năm  | Phim             | Vai        | Ghi chú                  |
| ---- | ---------------- | ---------- | ------------------------ |
| 2015 | SMTown the Stage | Chính mình | Phim tài liệu về SM Town |

### Phim truyền hình
| Năm  | Tựa đề                 | Đài truyền hình | Vai        | Ghi chú |
| ---- | ---------------------- | --------------- | ---------- | ------- |
| 2016 | Descendants of the Sun | KBS2            | Chính mình | Cameo   |

### Chương trình truyền hình
| Năm  | Tựa đề                    | Đài truyền hình | Vai  | Ghi chú |
| ---- | ------------------------- | --------------- | ---- | ------- |
| 2017 | Idol Drama Operation Team | KBS             | Cast | [ 22 ]  |

### Nhạc kịch
| Năm       | Tựa đề    | Vai     | Ghi chú   |
| --------- | --------- | ------- | --------- |
| 2014–2015 | School Oz | Dorothy | Vai chính |

## Giải thưởng và đề cử

### Melon Music Awards
| Năm  | Đề cử / Tác phẩm                                           | Giải thưởng     | Kết quả |
| ---- | ---------------------------------------------------------- | --------------- | ------- |
| 2017 | Deep Blue Eyes (với tư cách là thành viên Girls Next Door) | Hot Trend Award | Đề cử   |

### Giải thưởng khác
| Năm  | Giải thưởng                       | Hạng mục          | Công việc được đề cử | Kết quả |
| ---- | --------------------------------- | ----------------- | -------------------- | ------- |
| 2017 | 2017 Fashionista Awards của Naver | Rising Star Award | —                    | Đề cử   |

## Liên kết khác
- Seulgi trên Instagram
- Red Velvet's official website Lưu trữ ngày 3 tháng 3 năm 2018 tại Wayback Machine